# Tête de liste des pères de mères en Amérique du Nord
Cette liste énumère les étalons pur-sang anglais qui ont amassé le plus de gains dans l'année en Amérique du Nord par l'intermédiaire de leurs filles, dans les courses de plat uniquement. 
- 1924 - Star Shoot
- 1925 - Star Shoot
- 1926 - Star Shoot
- 1927 -
- 1928 - Star Shoot
- 1929 - Star Shoot
- 1930 - Celt
- 1931 - Fair Play
- 1932 - Broomstick
- 1933 - Broomstick
- 1934 - Fair Play
- 1935 - Wrack
- 1936 - High Time
- 1937 - Sweep
- 1938 - Fair Play
- 1939 - Sir Gallahad III
- 1940 - High Time
- 1941 - Sweep
- 1942 - Chicle
- 1943 - Sir Gallahad III
- 1944 - Sir Gallahad III
- 1945 - Sir Gallahad III
- 1946 - Sir Gallahad III
- 1947 - Sir Gallahad III
- 1948 - Sir Gallahad III
- 1949 - Sir Gallahad III
- 1950 - Sir Gallahad III
- 1951 - Sir Gallahad III
- 1952 - Sir Gallahad III
- 1953 - Bull Dog
- 1954 - Bull Dog
- 1955 - Sir Gallahad III
- 1956 - Bull Dog
- 1957 - Mahmoud
- 1958 - Bull Lea
- 1959 - Bull Lea
- 1960 - Bull Lea
- 1961 - Bull Lea
- 1962 - War Admiral
- 1963 - Count Fleet
- 1964 - War Admiral
- 1965 - Roman
- 1966 - Princequillo
- 1967 - Princequillo
- 1968 - Princequillo
- 1969 - Princequillo
- 1970 - Princequillo
- 1971 - Double Jay
- 1972 - Princequillo
- 1973 - Princequillo
- 1974 - Olympia
- 1975 - Double Jay
- 1976 - Princequillo
- 1977 - Double Jay
- 1978 - Crafty Admiral
- 1979 - Prince John
- 1980 - Prince John
- 1981 - Double Jay
- 1982 - Prince John
- 1983 - Buckpasser
- 1984 - Buckpasser
- 1985 - Speak John
- 1985 - Speak John
- 1986 - Prince John
- 1987 - Hoist the Flag
- 1988 - Buckpasser
- 1989 - Buckpasser
- 1990 - Grey Dawn II
- 1991 - Northern Dancer
- 1992 - Secretariat
- 1993 - Nijinsky
- 1994 - Nijinsky
- 1995 - Seattle Slew
- 1996 - Seattle Slew
- 1997 - Mr. Prospector
- 1998 - Mr. Prospector
- 1999 - Mr. Prospector
- 2000 - Mr. Prospector
- 2001 - Mr. Prospector
- 2002 - Mr. Prospector
- 2003 - Mr. Prospector
- 2004 - Dixieland Band
- 2005 - Mr. Prospector
- 2006 - Mr. Prospector
- 2007 - Deputy Minister
- 2008 - Sadler's Wells
- 2009 - Sadler's Wells
- 2010 - Sadler's Wells
- 2011 - Danehill
- 2012 - Storm Cat
- 2013 - Storm Cat
- 2014 - Storm Cat
- 2015 - A.P. Indy
- 2016 - Sunday Silence
- 2017 - Distorted Humor
- 2018 - Giant's Causeway
- 2019 - Sunday Silence
- 2020 - A.P. Indy
- 2021 - A.P. Indy
- 2022 - Bernardini
- 2023 - Tapit
- 2024 - King Kamehameha